# Begraafplaats van Quevaucamps
De Begraafplaats van Quevaucamps is een gemeentelijke begraafplaats in het Henegouwse dorp Quevaucamps. Ze ligt aan de Rue Risque-à-tout op ongeveer 370 m ten westen van het dorpscentrum, langs de weg naar Basècles. De begraafplaats heeft een nagenoeg trapeziumvormig grondplan en wordt omgeven door een bakstenen muur. De toegang bestaat uit een tweedelig traliehek.

## Britse oorlogsgraven
Op de begraafplaats liggen twee graven van Britse militairen uit de Eerste Wereldoorlog. Het ene is van W. Mitchell, soldaat bij het Army Cyclist Corps en gesneuveld op 9 november 1918. Hij wordt herdacht met de gebruikelijke witte stenen grafzerk. Het andere is van kanonnier Claude Henry Fothergill van de Royal Field Artillery. Hij verdronk op twintigjarige leeftijd op 2 januari 1919. Hij wordt herdacht met een private grafsteen in arduin. Beide graven worden onderhouden door de Commonwealth War Graves Commission en zijn daar geregistreerd onder Quevaucamps Communal Cemetery.